# Hiszpania na Zimowych Igrzyskach Olimpijskich 1992
Hiszpanię na Zimowych Igrzyskach Olimpijskich 1992 reprezentowało 17 zawodników: trzynastu mężczyzn i cztery kobiety. Był to trzynasty start reprezentacji Hiszpanii na zimowych igrzyskach olimpijskich.

## Medaliści
| Medal | Imię i nazwisko        | Dyscyplina            | Konkurencja   |
| ----- | ---------------------- | --------------------- | ------------- |
|       | Blanca Fernández Ochoa | Narciarstwo alpejskie | Slalom kobiet |

## Skład reprezentacji

### Narciarstwo alpejskie
Mężczyźni
| Zawodnik          | Konkurencja   | Wyścig 1     | Wyścig 2     | Suma              | Suma    |
| Zawodnik          | Konkurencja   | Czas         | Czas         | Czas              | Miejsce |
| ----------------- | ------------- | ------------ | ------------ | ----------------- | ------- |
| Ricardo Campo     | Zjazd         |              |              | 1:54.89           | 30      |
| Xavier Ubeira     | Supergigant   |              |              | Zdyskwalifikowany | –       |
| Vicente Tomas     | Supergigant   |              |              | 1:17.54           | 38      |
| Jorge Pujol       | Supergigant   |              |              | 1:17.15           | 35      |
| Ricardo Campo     | Supergigant   |              |              | 1:17.11           | 34      |
| Ricardo Campo     | Slalom gigant | 1:10.15      | 1:07.62      | 2:17.77           | 32      |
| Xavier Ubeira     | Slalom gigant | 1:09.75      | 1:07.31      | 2:17.06           | 31      |
| Jorge Pujol       | Slalom gigant | 1:09.20      | Nie ukończył | Nie ukończył      | –       |
| Vicente Tomas     | Slalom gigant | 1:09.15      | 1:06.40      | 2:15.55           | 27      |
| Ovidio García     | Slalom        | Nie ukończył | –            | Nie ukończył      | –       |
| Ricardo Campo     | Slalom        | 56.99        | 57.53        | 1:54.52           | 31      |
| Jorge Pujol       | Slalom        | 56.73        | 56.28        | 1:53.01           | 28      |
| Abraham Fernández | Slalom        | 56.64        | 56.33        | 1:52.97           | 27      |

Kombinacja mężczyzn
| Zawodnik          | Zjazd        | Slalom | Slalom | Suma         | Suma    |
| Zawodnik          | Czas         | Czas 1 | Czas 2 | Punkty       | Miejsce |
| ----------------- | ------------ | ------ | ------ | ------------ | ------- |
| Abraham Fernández | Nie ukończył | –      | –      | Nie ukończył | –       |
| Jorge Pujol       | 1:50.64      | 50.40  | 53.17  | 72.07        | 17      |
| Ricardo Campo     | 1:49.20      | 55.64  | 56.30  | 104.61       | 23      |

Kobiety
| Zawodniczka            | Konkurencja   | Wyścig 1 | Wyścig 2 | Suma    | Suma    |
| Zawodniczka            | Konkurencja   | Czas     | Czas     | Czas    | Miejsce |
| ---------------------- | ------------- | -------- | -------- | ------- | ------- |
| Emma Bosch             | Supergigant   |          |          | 1:28.45 | 35      |
| Ainhoa Ibarra          | Supergigant   |          |          | 1:26.96 | 29      |
| Emma Bosch             | Slalom gigant | 1:11.78  | 1:11.04  | 2:22.82 | 24      |
| Ainhoa Ibarra          | Slalom gigant | 1:11.16  | 1:11.66  | 2:22.82 | 24      |
| Silvia del Rincon      | Slalom gigant | 1:11.10  | 1:12.10  | 2:23.20 | 26      |
| Blanca Fernández Ochoa | Slalom gigant | 1:08.09  | 1:07.32  | 2:15.41 | 12      |
| Ainhoa Ibarra          | Slalom        | 51.35    | 49.84    | 1:41.19 | 26      |
| Silvia del Rincon      | Slalom        | 51.02    | 48.20    | 1:39.22 | 23      |
| Blanca Fernández Ochoa | Slalom        | 48.25    | 45.10    | 1:33.35 |         |

### Biegi narciarskie
Mężczyźni
| Konkurencja                           | Zawodnik             | Wyścig     | Wyścig  |
| Konkurencja                           | Zawodnik             | Czas       | Miejsce |
| ------------------------------------- | -------------------- | ---------- | ------- |
| Bieg na 10 km stylem klasycznym       | Antonio Cascos       | 34:18.5    | 76      |
| Bieg na 10 km stylem klasycznym       | Jordi Ribó           | 32:33.9    | 68      |
| Bieg na 10 km stylem klasycznym       | Carlos Vicente       | 31:56.2    | 56      |
| Bieg na 10 km stylem klasycznym       | Juan Jesús Gutiérrez | 31:02.6    | 39      |
| Bieg łączony na 15 km stylem dowolnym | Antonio Cascos       | 49:00.8    | 70      |
| Bieg łączony na 15 km stylem dowolnym | Jordi Ribó           | 46:27.7    | 61      |
| Bieg łączony na 15 km stylem dowolnym | Carlos Vicente       | 46:11.4    | 58      |
| Bieg łączony na 15 km stylem dowolnym | Juan Jesús Gutiérrez | 43:17.5    | 37      |
| Bieg na 30 km stylem klasycznym       | Carlos Vicente       | 1'33:33.34 | 57      |
| Bieg na 30 km stylem klasycznym       | Jordi Ribó           | 1'31:52.4  | 46      |
| Bieg na 50 km stylem dowolnym         | Antonio Cascos       | 2'22:59.0  | 51      |
| Bieg na 50 km stylem dowolnym         | Jordi Ribó           | 2'16:58.81 | 38      |
| Bieg na 50 km stylem dowolnym         | Juan Jesús Gutiérrez | 2'11:42.1  | 19      |

Sztafeta mężczyzn 4 x 10 km
| Zawodnicy                                                     | Wyścig    | Wyścig  |
| Zawodnicy                                                     | Czas      | Miejsce |
| ------------------------------------------------------------- | --------- | ------- |
| Jordi Ribó Carlos Vicente Antonio Cascos Juan Jesús Gutiérrez | 1'52:05.3 | 14      |

### Narciarstwo dowolne
Mężczyźni
| Zawodnik       | Konkurencja | Kwalifikacje | Kwalifikacje | Kwalifikacje | Finał                  | Finał                  | Finał                  |
| Zawodnik       | Konkurencja | Czas         | Punkty       | Miejsce      | Czas                   | Punkty                 | Miejsce                |
| -------------- | ----------- | ------------ | ------------ | ------------ | ---------------------- | ---------------------- | ---------------------- |
| José Rojas     | Muldy       | 58.47        | 4.15         | 45           | Nie zakwalifikował się | Nie zakwalifikował się | Nie zakwalifikował się |
| Rafael Herrero | Muldy       | 36.74        | 18.13        | 31           | Nie zakwalifikował się | Nie zakwalifikował się | Nie zakwalifikował się |

### Saneczkarstwo
Mężczyźni
| Zawodnik     | Ślizg 1 | Ślizg 1 | Ślizg 2 | Ślizg 2 | Ślizg 3 | Ślizg 3 | Ślizg 4 | Ślizg 4 | Suma     | Suma    |
| Zawodnik     | Czas    | Miejsce | Czas    | Miejsce | Czas    | Miejsce | Czas    | Miejsce | Czas     | Miejsce |
| ------------ | ------- | ------- | ------- | ------- | ------- | ------- | ------- | ------- | -------- | ------- |
| Pablo García | 46.521  | 23      | 46.818  | 24      | 47.256  | 23      | 47.715  | 28      | 3:08.310 | 25      |